# 三溴化铀
三溴化铀是一种无机化合物，化学式为UBr3，有放射性。

## 制备
三溴化铀可以通过金属铀或氢化铀和溴化氢反应得到，也可利用NH4UBr4·1.5CH3CN·6H2O的热分解制备。